# Gasterantrodes
Gasterantrodes là một chi bọ cánh cứng trong họ Chrysomelidae.
Chi này được miêu tả khoa học năm 1980 bởi Daccordi.

## Các loài
Chi này gồm các loài:
- Gasterantrodes inopinatus Daccordi, 1981